# Monika av Hippo
Monika av Hippo, född 332 i Tagaste, nuvarande Algeriet, död 387 i Ostia utanför Rom, vördas som helgon av katolska och ortodoxa kristna. Hon var mor till Augustinus. Hennes minnesdag firades tidigare den 4 maj, men den firas sedan 1969 den 27 augusti.

## Biografi
Monika av Hippo föddes i en kristen familj och var enligt vissa uppgifter berber. I unga år gifte hon sig med Patritius, som inte var kristen. Äktenskapet var olyckligt; bland annat eftersom maken hade ett våldsamt humör. Hon blev mor till tre barn. Den äldste, Augustinus, blev sedermera en av Romersk-katolska kyrkans mest framstående teologer och tänkare. De båda övrigas namn var Navigius och Perpetua. Eftersom barnens far inte var kristen fick inte barnen döpas. Vid ett tillfälle, när Augustinus var mycket sjuk, gav dock fadern med sig, och Augustinus blev sålunda döpt. Så småningom blev också Monikas make kristen, men han avled strax därefter.
När Augustinus studerade i Karthago, avföll han från kristendomen för manikeismen. Monika, som blivit änka, fick då, berättas det, en uppenbarelse, och beslutade sig för att söka upp sin son och omvända honom till kristendomen. Med tiden hamnade mor och son i Italien, och träffade Ambrosius av Milano; ett möte som föranledde försoningen mellan dem och att Augustinus lät döpa sig i Johannes Döparens kyrka i Milano. Därpå beslutade de sig för att återvända till Afrika, men Monika avled i Ostia, på väg hem. I sin sorg över moderns bortgång författade Augustinus sina Bekännelser i Ostia.
Monika begravdes först i Ostia, och det verkar inte ha förekommit någon utbredd kult inledningsvis. Under 500-talet flyttades hennes reliker till en krypta i kyrkan Sant'Aurea. Vördandet av Monika verkar ha spridits under 1200-talet och hon firades då den 4 maj, vilket har lett till att denna dag idag är Monikas namnsdag enligt den svenska almanackan. År 1430 lät påve Martin V hämta hennes reliker till Rom; sedan Augustinus fått en kyrka tillägnad sig, Sant'Agostino in Campo Marzio, flyttades hon slutligen dit. Först under 1500-talet verkar dock hennes kult ha upptagits i kalendrarna. År 1969 flyttades hennes helgondag till den 27 augusti.
Monika åkallas av kvinnor vid böner för söner och makar som förlorats.
Orten Santa Monica i Kalifornien är uppkallad efter henne.

### Webbkällor
- ”St. Monica”. Catholic Encyclopedia. New Advent. http://www.newadvent.org/cathen/10482a.htm. Läst 28 augusti 2017.
- ”Santa Monica, madre di Sant'Agostino”. Santi e Beati. http://www.santiebeati.it/dettaglio/24200. Läst 28 augusti 2017.